# Eleição municipal de Itapevi em 2012
A eleição municipal de Itapevi em 2012 aconteceu em 7 de outubro de 2012 para eleger um prefeito, um vice-prefeito e 17 vereadores no município de Itapevi, no Estado de São Paulo, no Brasil. O prefeito eleito foi Jaci Tadeu, do PV, com 43% dos votos válidos, sendo vitorioso logo no primeiro turno em disputa com três adversários, Teco (PSD), João Caramez (Partido Social Democracia Brasileira PSDB) e Professor Assis (PSOL). O vice-prefeito eleito, na chapa de Jaci Tadeu, foi Fláudio Azevedo Limas (PV).
O pleito em Itapevi foi parte das eleições municipais nas unidades federativas do Brasil. Itapevi foi um dos 1.022 municípios vencidos pelo PMDB; no Brasil, há 5.570 cidades.
A disputa para as 17 vagas na Câmara Municipal de Itapevi . O candidato mais bem votado foi Alexandre Rodrigues, que obteve 3.057 votos (2,91% dos votos válidos).

## Antecedentes
Na Eleição municipal de Itapevi em 2008, Dra. Ruth, do PT, derrotou o candidato do PSDC Adalzijo no primeiro turno.

## Eleitorado
Na eleição de 2012, estiveram aptos a votar 248.917 itapevienses, o que correspondia a 66,38% da população da cidade.

## Candidatos
Foram quatro candidatos à prefeitura em 2012: Jaci Tadeu do PV, Teco do PSD, João Caramez do PSDB e Professor Assis do PSOL.
|  | Candidato(a)    | Vice                  | Partido | Coligação                              |
|  | --------------- | --------------------- | ------- | -------------------------------------- |
|  | Jaci Tadeu      | Fláudio Azevedo Limas | PV      | "Desenvolvimento com responsabilidade" |
|  | Teco            | Igor Soares           | PSD     | "Itapevi pode mais" (PRTB/PV/PSD)      |
|  | João Caramez    | Dalber Ferreira       | PSDB    | "O futuro é você" (DEM/PSDB)           |
|  | Professor Assis | Alex da Mata Silva    | PSOL    | "PSOL"                                 |

## Campanha
Os principais investimentos que o prefeito Jaci Tadeu enfatizou em sua campanha foi o combate às enchentes e a segurança. Foi proposto a criação de um parque ecológico e a implantação de vídeomonitoramento nos limites de Itapevi com o município de Cotia (com identificação de veículos furtados ou roubados). O PV buscou intensificar a campanha através de caminhadas bairro a bairro no município de Itapevi, nos quais estavam presentes alguns simpatizantes, como a ex-prefeita Dra. Ruth Banholzer, o presidente regional do PV e secretário de Meio Ambiente de Osasco, Carlos Marx.

### Pesquisas
Em pesquisa do Ibope, divulgada em 28 de agosto de 2012, Teco apareceu com 33% das intenções de voto. Jaco Tadeu, João Caramez e Professor Assis apareceram respectivamente com 26%, 23% e 1%.

## Resultados

### Vereador
Dos dezessete (17) vereadores eleitos, três (03) eram em 2012 da base de Jaci Tadeu de 2016}}.